# Campeonato Panamericano de Judo de 2015
El XL Campeonato Panamericano de Judo se celebró en Edmonton (Canadá) entre el 24 y el 25 de abril de 2015 bajo la organización de la Confederación Panamericana de Judo.
En total se disputaron dieciséis pruebas diferentes, ocho masculinas y ocho femeninas.

## Resultados

### Masculino
| Evento  | Oro                       | Plata                               | Bronce                                                            |
| ------- | ------------------------- | ----------------------------------- | ----------------------------------------------------------------- |
| –55 kg  | Juan Trujillo · Colombia  | Cristian Toala · Ecuador            | César Ramos · México                                              |
| –60 kg  | Felipe Kitadai · Brasil   | Eric Takabatake · Brasil            | Aaron Kunihiro · Estados Unidos · Lenin Preciado · Ecuador        |
| –66 kg  | Antoine Bouchard · Canadá | Wander Mateo · República Dominicana | Ángel Hernández · México · Carlos Tondique · Cuba                 |
| –73 kg  | Alex Pombo · Brasil       | Magdiel Estrada · Cuba              | Nicholas Delpopolo · Estados Unidos · Arthur Margelidon · Canadá  |
| –81 kg  | Victor Penalber · Brasil  | Emmanuel Lucenti Argentina          | Travis Stevens · Estados Unidos · Antoine Valois-Fortier · Canadá |
| –90 kg  | Tiago Camilo · Brasil     | Asley González · Cuba               | Rafael Romo · Chile · Cristian Schmidt · Argentina                |
| –100 kg | José Armenteros · Cuba    | Luciano Corrêa · Brasil             | Héctor Campos Bermúdez · Argentina · Kyle Reyes · Canadá          |
| +100 kg | David Moura · Brasil      | Rafael Carlos da Silva · Brasil     | Freddy Figueroa · Ecuador · Alex García Mendoza · Cuba            |

### Femenino
| Evento | Oro                          | Plata                           | Bronce                                                           |
| ------ | ---------------------------- | ------------------------------- | ---------------------------------------------------------------- |
| –44 kg | Vanesa Godines Alemán · Cuba | Mónica Heredia · Ecuador        | Erin Butts Estados Unidos                                        |
| –48 kg | Sarah Menezes · Brasil       | Paula Pareto Argentina          | Diana Cobos · Ecuador · Dayaris Mestre · Cuba                    |
| –52 kg | Érika Miranda · Brasil       | Angelica Delgado Estados Unidos | Ecaterina Guica · Canadá · Gretel Romero · Cuba                  |
| –57 kg | Marti Malloy Estados Unidos  | Rafaela Silva · Brasil          | Yadinis Amaris · Colombia · Catherine Beauchemin-Pinard · Canadá |
| –63 kg | Maylín del Toro · Cuba       | Mariana Silva · Brasil          | Leilani Akiyama · Estados Unidos · Olga Masferrer · Cuba         |
| –70 kg | Kelita Zupancic · Canadá     | Yuri Alvear · Colombia          | Onix Cortés Aldama · Cuba · Maria de Lourdes Portela · Brasil    |
| –78 kg | Mayra Aguiar · Brasil        | Kayla Harrison Estados Unidos   | Kaliema Antomarchi · Cuba · Yalennis Castillo Ramírez · Cuba     |
| +78 kg | Idalys Ortiz · Cuba          | Rochele Nunes · Brasil          | Nina Cutro-Kelly · Estados Unidos · Vanessa Zambotti · México    |

## Medallero
| Núm. | País                 | Oro | Plata | Bronce | Total |
| ---- | -------------------- | --- | ----- | ------ | ----- |
| 1    | Brasil               | 8   | 6     | 1      | 15    |
| 2    | Cuba                 | 4   | 2     | 8      | 14    |
| 3    | Canadá               | 2   | 0     | 5      | 7     |
| 4    | Estados Unidos       | 1   | 2     | 6      | 9     |
| 5    | Colombia             | 1   | 1     | 1      | 3     |
| 6    | Ecuador              | 0   | 2     | 3      | 5     |
| 7    | Argentina            | 0   | 2     | 2      | 4     |
| 8    | República Dominicana | 0   | 1     | 0      | 1     |
| 9    | México               | 0   | 0     | 3      | 3     |
| 10   | Chile                | 0   | 0     | 1      | 1     |
|      | TOTAL                | 16  | 16    | 30     | 62    |